# اتان امباپه
اتان امباپه (انگلیسی: Ethan Mbappé؛ زادهٔ ۲۹ دسامبر ۲۰۰۶) بازیکن فوتبال اهل فرانسه است که در پست هافبک هجومی برای باشگاه فوتبال لیل بازی می‌کند. پای تخصصی او پای راست می‌باشد . وی برادر کوچک تر کیلیان امباپه است.
1. 1 2  اتان امباپه در فدراسیون فوتبال فرانسه (به فرانسوی)

- مشارکت‌کنندگان ویکی‌پدیا. «Ethan Mbappé». در دانشنامهٔ ویکی‌پدیای انگلیسی، بازبینی‌شده در ۵ جولای ۲۰۲۴.

https://www.besoccer.com/new/amp/official-ethan-mbappe-signs-for-lille-1322137